# Idiopathische intrakranielle Hypertension
Idiopathische intrakranielle Hypertension (IIH, wörtlich „Überdruck im Schädel ohne bekannte Ursache“) ist die medizinische Bezeichnung für einen erhöhten Hirndruck ohne erklärende Ursache. Der ältere Name Pseudotumor cerebri (PTC, wörtlich „scheinbare Schwellung des Gehirns“) resultiert (medizinhistorisch) daraus, dass auch ein Tumor (Schwellung) einen erhöhten Druck im Schädelinneren verursachen kann. Er wurde von dem deutschen Neurologen Max Nonne im Jahre 1904 unter der Vorstellung geprägt, dass trotz Hirndrucksteigerung kein Tumor nachweisbar ist. Da bei diesem Krankheitsbild also keine Zellwucherung gefunden werden kann, wird es auch benigne intrakranielle Hypertension (BIH, wörtlich „gutartiger Überdruck im Schädel“) genannt.
Nur einer von 100.000 Menschen ist betroffen, die Krankheit zählt damit zu den seltenen Erkrankungen.

## Klinische Erscheinungen
Als Leitsymptom tritt Kopfschmerz oder auch ein anhaltendes Druckgefühl im Kopf ohne wirkliches Schmerzempfinden auf. Die Kopfschmerzen verstärken sich in horizontaler Lage, beim Niesen und/oder Bücken. Ebenfalls können Verspannungen im Hals- und Brustwirbelbereich empfunden werden, die besonders bei Drehung des Kopfes spürbar ansteigen. Ein weiteres Merkmal können visuelle Wahrnehmungen wie lang anhaltendes „Blitzen“ in den Augen nach plötzlichen körperlichen Anstrengungen oder auch Missempfindungen geometrischer Flächen wie z. B. Fliesenböden auftreten (Boden erscheint gewölbt oder wellig). Dies wird durch den erhöhten Nervenwasserdruck auf den Sehnerv ausgelöst und kann ebenfalls zu Schwindelgefühl und Übelkeit führen. Außerdem kommt es im Verlauf durch den erhöhten Druck zur Sehnervenschädigung, seltener zur Augenmuskellähmung mit Doppelbildern bei Läsion des Nervus abducens. Vereinzelt können auch Ausfälle anderer Hirnnerven zu Schwindel oder Tinnitus führen. Hierbei kann ein Kribbeln auf der Haut und/oder Rauschen im Ohr mit Pochen im Takt der Herzfrequenz auftreten. Vor allem der Begriff benigne in der Krankheitsbezeichnung ist umstritten, da der Sehnerv dauerhaft absterben kann und in etwa 2 % kommt es zur – meist einseitigen – Erblindung.

## Risikofaktoren
Das Krankheitsbild tritt häufig bei jungen Frauen auf. Übergewicht ist dabei der stärkste Risikofaktor. Weitere Risikofaktoren sind Hormonstörungen, Eisenmangel und eine chronisch obstruktive Lungenerkrankung. Daneben sind Medikamente wie Tetracycline, Hypervitaminose A, Cortison-Therapien und Retinoide als Risikofaktoren anzuführen. Um eine Hirndrucksteigerung zu verhindern, gilt es z. B. bei der Therapie der Acne vulgaris eine simultane Retinoid- und Tetracyclingabe zu vermeiden. Allerdings zeigt eine retrospektive Studie an 6 Millionen Patienten, dass Fluorchinolon-Antibiotika mit einem höheren Risiko für die Entwicklung eines intrakraniellen Hochdrucks assoziiert sind als Tetracycline. Einzelfälle wurden auch nach Einnahme von Ibuprofen beschrieben.
In sehr seltenen Fällen tritt auch bei Männern dieses Krankheitsbild auf. Hierfür gibt es von der klassischen Neurologie zurzeit keine wirklich greifbare Erklärung.
Insgesamt ist die Ursache der Erkrankung bis heute unklar.

## Untersuchungsmethoden
Die Diagnose wird durch Liquorentnahme mit Messung des Liquoröffnungsdrucks, Bildgebung (MRT) und Spiegelung des Augenhintergrundes (Nachweis einer Stauungspapille) erhärtet. Darüber hinaus ist eine Gesichtsfeldbestimmung (Perimetrie) erforderlich, da in vielen Fällen eine Vergrößerung des blinden Flecks und damit eine Sehstörung (Verschwommensehen) auftritt.

## Behandlung
Zur Therapie werden Liquorentnahmen oder harntreibende Medikamente (Acetazolamid, Furosemid) und konsequente Gewichtsreduktion verwendet.
Die Häufigkeit der Lumbalpunktionen hängt dabei individuell vom Schweregrad der Erkrankung und der gemessenen Druckhöhe ab.
Dagegen sind Antibiotika, Cortison oder Vitamin A zu meiden, sie steigern den Hirndruck. In vereinzelten Fällen wird ein Shunt operativ zur Hindruckentlastung angelegt. Es gibt hier verschiedene Shuntsysteme (ventrikuloperitoneal, ventrikuloatrial, lumboperitoneal). Des Weiteren kann auch eine Fenestrierung der harten Hirnhaut (Dura mater) dem Nervus opticus eine Druckentlastung bringen, da der Sehnerv ein Hirnanteil ist.
Ergänzend dazu wird symptomatisch mit Schmerzmitteln, Antiemetika und auch Antidepressiva therapiert. Der Einsatz von Antidepressiva soll der Ausbildung von chronischen Kopfschmerzen vorbeugen.

## Heilungsaussicht
Bei einer Liquorentnahme kann es vorkommen, dass vorher empfundene Verspannungen, Schmerzen nahe einem Wirbelkörper oder am Ischiasnerv direkt nach dem Eingriff stark abgeschwächt oder völlig abgeklungen sind. Diese Empfindungen können aber bei steigendem Liquordruck wiederkehren. Betroffene können je nach Schwere der Erkrankung erheblich in ihrer Lebensqualität und Arbeitsfähigkeit eingeschränkt sein.
In einigen Fällen wird ein spontaner Rückgang der Krankheit berichtet. Die Krankheit gilt als chronisch. Zur Mortalität liegen keine gesicherten Zahlen vor.